# Ioannis Lavrentis

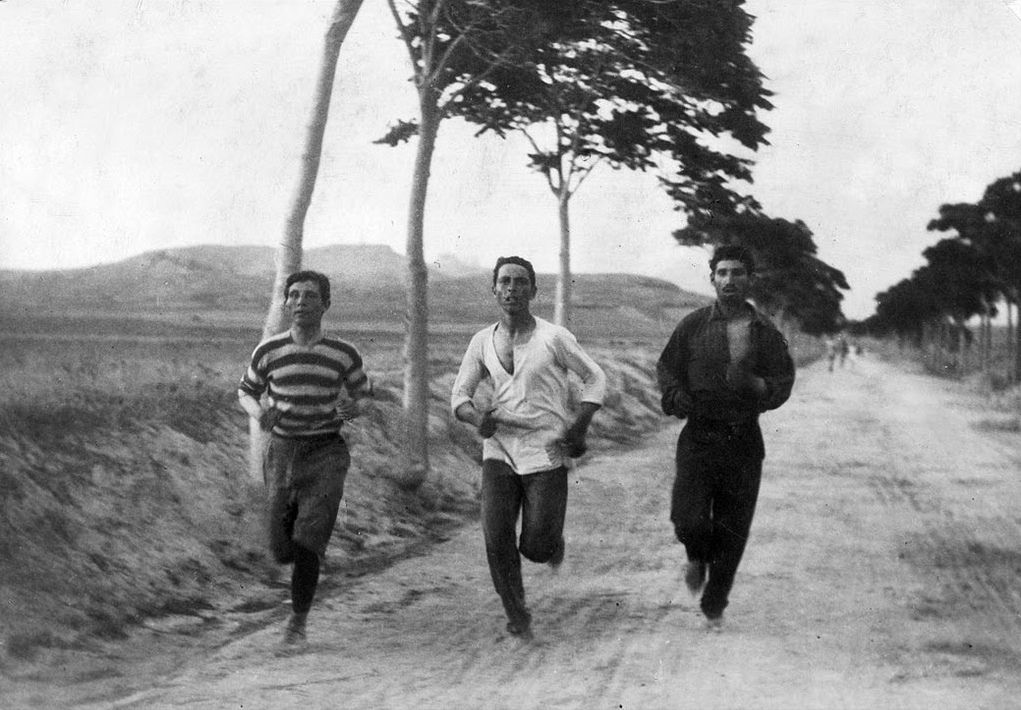
Der olympische Marathonlauf 1896 (Identität der drei Läufer unklar)

Ioannis Lavrentis (griechisch Ιωάννης Λαυρέντης) war ein griechischer Leichtathlet, der als Marathonläufer an den Olympischen Spielen 1896 in Athen teilnahm.
Da vor den ersten Olympischen Spielen der Neuzeit keine Marathonläufe durchgeführt wurden, wurde am 10. März 1896 ein Probelauf mit elf griechischen Athleten organisiert und von Charilaos Vasilakos in 3 Stunden, 18 Minuten und 0 Sekunden gewonnen. Am 24. März des Jahres, nur wenige Tage vor Beginn der Olympischen Spiele, führten die Griechen einen erneuten Probelauf für 38 Läufer durch, der offiziell als Qualifikationslauf für die Teilnahme an den Spielen ausgeschrieben wurde. Lavrentis gewann und verbesserte die inoffizielle „Marathon-Weltbestzeit“ (damals allerdings noch über 40 km gelaufen) auf 3 Stunden, 11 Minuten und 27 Sekunden.
Im olympischen Rennen am Nachmittag des 9. April, von Marathon nach Athen, gehörte Lavrentis als einer von 13 Griechen zum 17-köpfigen Startfeld und konnte anfangs in einer Gruppe mit drei Landsleuten einen Platz in der vierten bis siebten Position und dann, nach ca. 52 Laufminuten, als schnellster Grieche die fünfte Position halten. Am 24. Kilometer gab Lavrentis jedoch auf und gehörte damit zu den acht Läufern (darunter drei der vier Ausländer), die das Ziel nicht erreichten. Sieger wurde der Grieche Spyridon Louis (siehe dort zu einer Beschreibung des Rennens).